# Lissonota kolae
Lissonota kolae är en stekelart som först beskrevs av Morley 1933.  Lissonota kolae ingår i släktet Lissonota och familjen brokparasitsteklar. Inga underarter finns listade i Catalogue of Life.